# Senfgas
Senfgas ist ein Trivialname für die Chemikalie Bis(2-chlorethyl)sulfid, einen hautschädigenden chemischen Kampfstoff aus der Gruppe der Loste. Weitere Bezeichnungen sind Lost, Schwefellost, S-Lost, Gelbkreuzgas, Yperit oder Schwefelyperit, im englischen Sprachgebrauch sulfur mustard, mustard gas oder kurz mustard. Der NATO-Code lautet HD. Der Name „Senfgas“ stammt vom typischen Geruch des nicht hochgereinigten Produktes nach Senf oder Knoblauch. Loste sind in reiner Form bei Raumtemperatur farb- und geruchlose Flüssigkeiten. Die Bezeichnung als Gas für diese Substanzen trifft also nicht im strengen Sinne zu. Vermutlich wurde „Giftgas“ nach dem Ersteinsatz von Chlorgas als chemischer Waffe (1915) zunächst unterschiedslos für alle anderen chemischen Kampfstoffe übernommen.

## Geschichte
Die Herstellung gelang erstmals im Jahr 1822 dem belgischen Chemiker César-Mansuète Despretz, der beim Experimentieren mit Ethen und Schwefeldichlorid die Entstehung einer übelriechenden Flüssigkeit beobachtete. Der Franzose Alfred Riche stellte 1854 Senfgas aus Chlor und Diethylsulfid her. Im Jahr 1886 wurde die Chemikalie von dem deutschen Chemiker Victor Meyer erstmals vollständig beschrieben. Der Vorschlag zur Verwendung als Kampfstoff kam von den beiden deutschen Chemikern Wilhelm Lommel und Wilhelm Steinkopf, beides Mitarbeiter von Fritz Haber am Kaiser-Wilhelm-Institut, im Jahr 1916. Der Name Lost entstand aus den beiden ersten Buchstaben ihrer Nachnamen.
Nach den Erinnerungen von Wilhelm Westphal warnte Haber im Kriegsministerium auf einer Sitzung, bei der auch Erich Ludendorff teilnahm, ausdrücklich vor dem Einsatz von Senfgas, falls man nicht sicher sei, den Krieg in einem Jahr zu gewinnen, da der Gegner das Giftgas dann selbst entwickelt hätte, was auch so eintrat. Nach einem Gasangriff müsste, so Haber, die Kleidung gewechselt werden, was dem Gegner kein Problem bereiten würde, wohl aber den Deutschen.

### Erster Weltkrieg

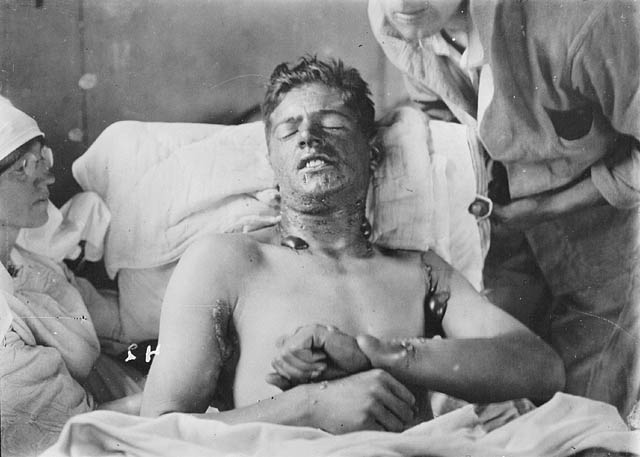
Lost-Opfer in Behandlung während des Ersten Weltkrieges

Erstmals während des Ersten Weltkriegs wurde Schwefellost von den deutschen Truppen in der Nacht vom 12. auf den 13. Juli 1917 eingesetzt. Taktisches Ziel war, die deutsche Ausgangslage für den erwarteten britischen Angriff bei Ypern zu verbessern (daher der Name Yperit). Schwefellost wurde wegen der entstellenden Verletzungen, die es verursacht, im letzten Jahr des Ersten Weltkrieges zu einer der gefürchtetsten Waffen.

„Von den deutschen Gelbgasangriffen, bei denen die Truppen selbst und nicht das leere Terrain beschossen wurden, gibt ja Professor Meyer selber an: »Die Wirkung des Gelbkreuzes in der Flandernschlacht von 1917 steigerte sich mehr und mehr, und es kam wiederholt vor, daß der Gegner froh war, wenn er ein Viertel seiner Mannschaft unbeschädigt halten konnte.« Die drei Viertel anderen, die Beschädigten also, mögen sich dafür mit seiner berühmten Umschreibung der Senfgaswirkung getröstet haben, die also lautet: ‚Die Verwundungen sind an und für sich nicht tödlich, werden es aber häufig dadurch, dass der Atmungsprozeß in der Lunge unterbunden wird.‘ Das heißt also, wenn man jemandem die Kehle zuschnürt, so ist das an und für sich nicht tödlich. Man stirbt nur, weil man nicht mehr atmen kann! – und die Ehre des Senfgases ist gerettet.“

Allerdings wurden durch das ab 1915 eingesetzte Phosgen im Ersten Weltkrieg noch mehr Soldaten getötet als durch Schwefellost.

### Rifkrieg in Marokko (1921–1926)
Der Rifkrieg wurde von spanischen Truppen übereilt und ohne Sicherung der Nachschublinien begonnen.
Der Führer der Berber-Stämme, Mohammed Abd al-Karim, griff darauf am 22. Juli 1921 die spanischen Stellungen bei Annual (Marokko) im nordöstlichen Marokko direkt an. In den drei Wochen der Schlacht von Annual kamen ca. 8.000 bis 10.000 spanische Soldaten ums Leben.
Danach beschlossen die Spanier unter Mitwirkung von Hugo Stoltzenberg einen großflächigen Einsatz von Senfgas in dieser Gegend. Zu diesem Zweck räumten sie das zentrale Rifgebirge bis Anfang 1925.
1925 griff auch Frankreich in den Krieg ein: Der französische Kriegsminister Paul Painlevé vereinbarte am 17. Juni 1925 in Madrid mit dem Diktator Miguel Primo de Rivera, eine wirksame Seeblockade zu errichten. Am 13. Juli 1925 wurde Philippe Pétain zum Oberbefehlshaber der französischen Rif-Armee ernannt. Er verfügte über mehr als hundert Bataillone, nicht gezählt die mehr als 350.000 Harkas des Majzen, der Verwaltung des Sultans Mulai Yusuf. Ab 1925 besetzten 250.000 Mann unter Pétain die fruchtbaren Gebiete in Französisch-Marokko und unterbanden die Versorgung der Rif-Republik mit Lebensmitteln. Gegen das von der Rif-Republik kontrollierte Gebiet wurden massiv Chemiewaffen aus deutscher Produktion eingesetzt.
Es war der weltweit erste Giftgasangriff aus der Luft. Innerhalb von drei Jahren wurden tausende Giftgasbomben aus deutscher Produktion über dem Rif-Gebiet abgeworfen. Genaue Opferzahlen und umfangreiche Studien lagen bis 2023 nicht vor, aber die Krebsrate im Rif-Gebiet ist 60 % höher als im Rest Marokkos. Das Gebiet um Al-Hoceima führt auch heute noch die Lungenkrebsstatistik in Marokko an. Auch im Rhein-Main-Gebiet und im Ruhrgebiet, zwei Zentren der Migrationsbewegung aus dem Rif-Gebiet nach Deutschland in den 1960ern, beschäftigen viele epigenetische Krebsfälle die Betroffenen auch noch in späteren Generationen. (Hauptartikel: Chemiewaffeneinsatz im Rifkrieg).
Der Einsatz von Senfgas war ein Bruch der Haager Landkriegsordnung. Das Genfer Protokoll vom Juni 1925 verbot ausdrücklich den Gebrauch chemischer und biologischer Waffen.

### Deutsch-sowjetische Giftgasproduktion und -Erprobung
Im Rahmen der deutsch-sowjetischen Militärkooperation von 1921 bis 1933 wurde ab 1924 gezielte Forschungsentwicklung und ab 1926 die Produktion, industriemäßige Entwicklung und der gefechtsnahe Einsatz dieser verbotenen Waffensysteme auf sowjetischem Territorium betrieben. Initiator dafür waren das Truppenamt im Reichswehrministerium und die deutsche Chemiefirma Stolzenberg.

### Abessinienkrieg
Am 3. Oktober 1935 brach der faschistische Diktator Mussolini den Abessinienkrieg los. Etwa 200.000 italienische Soldaten rückten in Äthiopien vor. Als der Vormarsch nach einiger Zeit ins Stocken geriet, verwendete die faschistische Kriegsleitung Giftgas und großangelegte Luftbombardements, um den Krieg rasch zu gewinnen. Es kam zu massiven Luftangriffen mit Senfgas, das unter den schlecht ausgerüsteten und leicht gekleideten äthiopischen Soldaten zu hohen Verlusten führte. Der Kampfstoff wurde aber nicht nur gegen äthiopische Soldaten, sondern auch gegen die Zivilbevölkerung eingesetzt. Des Weiteren wurden landwirtschaftliche Anbauflächen mit Senfgas kontaminiert.
Die italienischen Verbände bombardierten mit Senfgas zudem gezielt Lazarette des Roten Kreuzes und des Roten Halbmondes. Dazu nutzten sie kartographisches Material, welches das Rote Kreuz bei Kriegsbeginn an Rom übermittelt hatte, um so (versehentlichen) Angriffen auf Hospitäler vorzubeugen.
Die gezielten Attacken machten international Schlagzeilen. Zu einer wesentlichen Verschärfung der Sanktionen kam es nicht; Frankreich und Großbritannien waren bestrebt, Mussolini nicht in die Arme Hitlers zu drängen. Vergeblich trat Kaiser Haile Selassie persönlich vor dem Völkerbund auf und forderte Unterstützung. Am 5. Mai 1936 zog der italienische Feldmarschall Pietro Badoglio schließlich in der äthiopischen Hauptstadt Addis Abeba ein. Italien nahm die Proteste zum Anlass, aus dem Völkerbund auszutreten.
In dem danach bis zum Ende der italienischen Besatzung 1941 andauernden Guerillakrieg wurde der Einsatz von Giftgas sogar noch gesteigert. Wie beim Massaker von Zeret im April 1939 wurde dabei Senfgas rücksichtslos gegen die Zivilbevölkerung eingesetzt, um den äthiopischen Widerstand zu brechen.

### Zweiter Weltkrieg

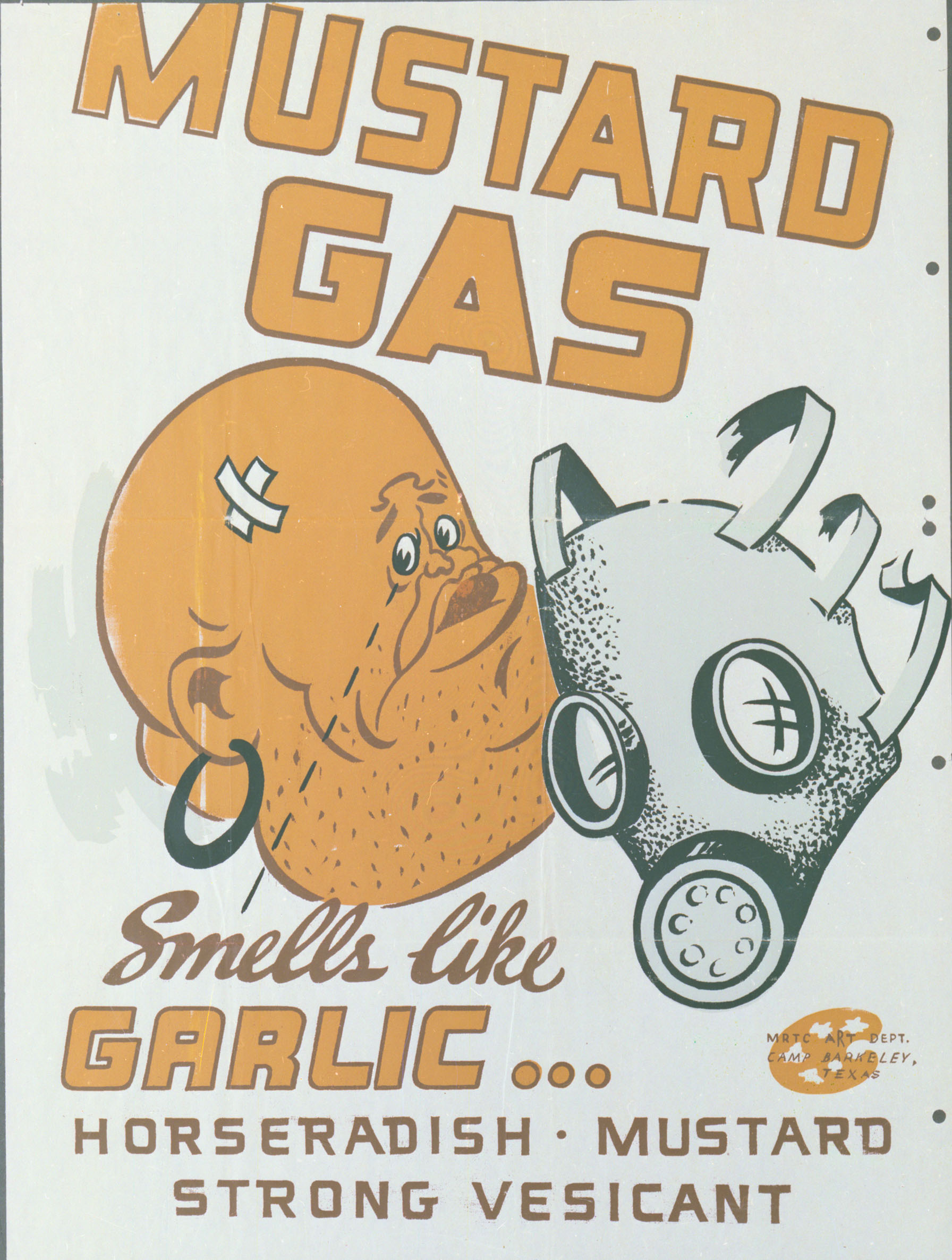
Amerikanisches Plakat während des Zweiten Weltkriegs

Während des Zweiten Weltkrieges wurde in Bomben munitionierter Schwefellost, soweit bekannt, nur ein einziges Mal eingesetzt. Dies geschah bei der Sprengung einer Brücke und dem Verminen einer Straßensperre durch polnische Truppen in der Nähe von Jasło. Dabei wurden am 8. September 1939 zwei deutsche Soldaten getötet und zwölf verwundet. Man geht aber davon aus, dass dies die Entscheidung eines einzelnen polnischen Offiziers war. Aus diesem Grund unterblieben von Seiten der deutschen Truppen Vergeltungsmaßnahmen.
Am 2. Dezember 1943 bombardierte die deutsche Luftwaffe den Hafen von Bari in Italien. Dabei wurde der unter anderem mit Schwefellost-Granaten beladene US-Frachter John Harvey getroffen und versenkt. Ein Teil der Ladung lief ins Wasser, ein anderer Teil wurde durch die Explosionen und die Brände in der Luft verteilt. Da aufgrund der Geheimhaltung nur wenige Personen in Bari von der Existenz dieser Ladung wussten und diese allesamt umkamen, konnten die Verwundeten zunächst nicht richtig behandelt werden. Genaue Zahlen über die Opfer existieren nicht. Es wird geschätzt, dass über 600 Soldaten und Angehörige der Handelsmarine verätzt wurden, von denen etwa 100 starben. Die Zahl der getöteten Zivilisten dürfte um die 1000 betragen. Dieser Vorfall hätte beinahe eine weitere Eskalation des Krieges ausgelöst, da die Alliierten zunächst davon ausgingen, dass der Kampfstoff von den Deutschen abgeworfen worden war. Eine im Hafenbecken gefundene Gasbombe wurde aber noch rechtzeitig als amerikanisches Modell identifiziert, so dass die Alliierten keinen „Gegenschlag“ durchführten.
Während der Zeit des Nationalsozialismus wurde S-Lost in Deutschland bis 1942 in Munster sowie in Ammendorf bei Halle von der Firma ORGACID GmbH produziert, kam aber im Zweiten Weltkrieg nicht mehr zum Einsatz. Unter dem ehemaligen Ammendorfer Firmengelände an der heutigen Camillo-Irmscher-Straße liegen acht weitverzweigte grüngeflieste Zisternen, die aufgrund fehlender Baupläne nur schwer zu entgiften waren und nach der Wende hermetisch versiegelt wurden. Dennoch gelangten nach 1990 noch 30 Tonnen Giftstoffe durch das Grundwasser an die Oberfläche.

### Nach 1945

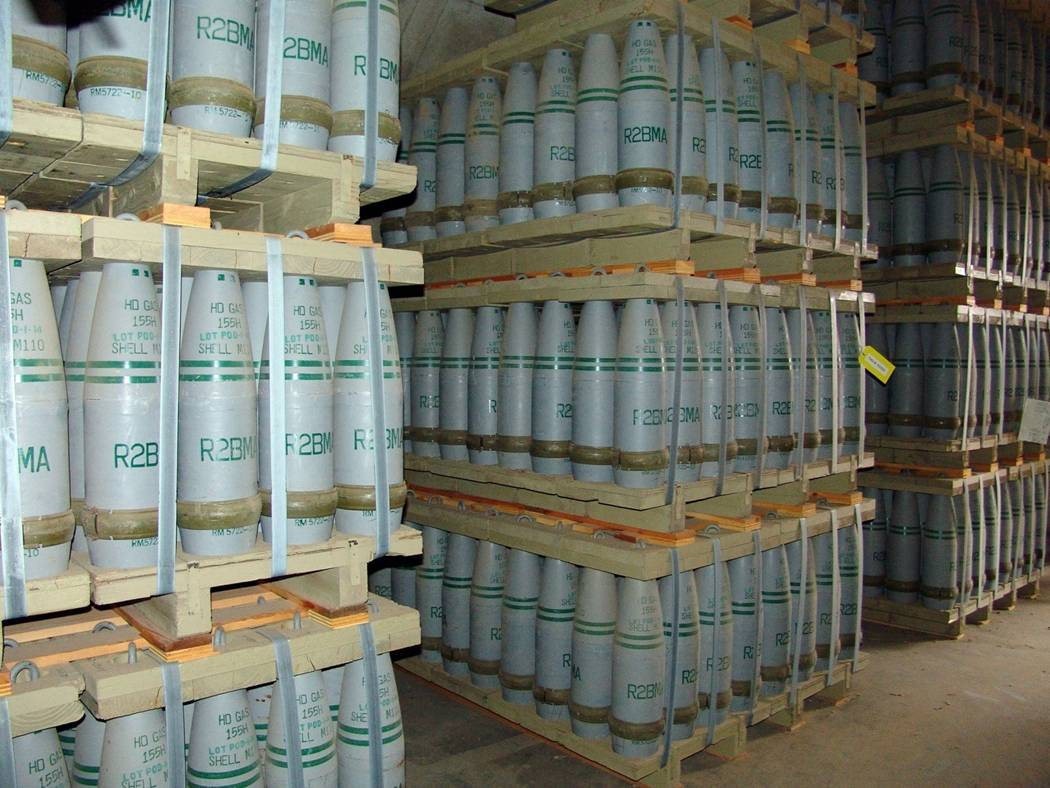
155-mm-Senfgasgranaten in einem Lager der US-Streitkräfte in Colorado um 2009

Nach den beiden Weltkriegen wurde ein Großteil der verbliebenen deutschen Restbestände an Schwefellost in der Ostsee versenkt. Da der Lost aber allmählich aus den mittlerweile undichten Fässern austritt, ist es möglich, dass die Senfgasklumpen an den Küsten der Ostseeanrainer, insbesondere in Schweden, Polen und Deutschland, angeschwemmt werden. Diese Anschwemmungen gab es vermehrt in den 1960er und 1970er Jahren und weitere Anschwemmungen sind zukünftig nicht auszuschließen. Bei der Beschädigung des lederartigen Mantels, der sich durch Hydrolyse und im Lost enthaltene Verdickungsmittel gebildet hat, entfalten diese Anschwemmungen ihre volle Wirkung als Kampfstoff. Der nicht versenkte Teil wird seit einigen Jahren durch die Gesellschaft des Bundes für Kampfmittelbeseitigung (GEKA) in einer Delaborierungs- und Verbrennungsanlage in Munster entsorgt.

### Einsätze in weiteren Konflikten
Lost wurde in folgenden Konflikten eingesetzt:
- Großbritannien während einer Intervention im Russischen Bürgerkrieg im Jahre 1919
- Italien gegen Libyen im Zweiten Italienisch-Libyschen Krieg (1922–1932)
- Sowjetunion in Xinjiang, einer Provinz der Republik China, im Jahre 1934 gegen muslimische und nationalchinesische Aufständische
- Italien gegen Äthiopien im Abessinienkrieg (1935–1941)
- Japan gegen die Republik China in den Jahren 1937 bis 1945
- Ägypten gegen die Jemenitische Arabische Republik in den Jahren 1963 bis 1967
- Irak gegen Iran in den Jahren 1983 bis 1988, zu Langzeitfolgen siehe[21]
- Irak gegen die Angehörigen der kurdischen Minderheit bei dem Giftgasangriff auf Halabdscha im Jahre 1988
- vermuteter Einsatz in Syrien gegen Kurden bei dem Angriff auf einen kleinen Ort nahe Kobane am 12. Juli 2014[22]
- bestätigter Einsatz gegen syrische Kurden bei Kämpfen in al-Hasaka durch die Terrormiliz Islamischer Staat im Sommer 2015[23][24]
- bestätigter Einsatz gegen irakische Kurden in Machmur durch die Terrormiliz Islamischer Staat Anfang August 2015[25][26]
- Nach Meldungen nicht nur des US-Verteidigungsministeriums schlug am 20. September 2016 eine durch die Terrormiliz Islamischer Staat abgeschossene Senfgasgranate auf dem Luftwaffenstützpunkt al-Qayyara West ein. Opfer sind keine bekannt.[27][28]

## Herstellung von S-Lost

### Ursprüngliche Verfahren
In Deutschland wurde S-Lost in beiden Weltkriegen durch ein von Victor Meyer entwickeltes Verfahren durch Umsetzung von Thiodiglycol mit trockenem Chlorwasserstoff bei 50 °C produziert.
{\displaystyle \mathrm {S(CH_{2}CH_{2}OH)_{2}+2\ HCl\longrightarrow S(CH_{2}CH_{2}Cl)_{2}+2\ H_{2}O} }
Die Alliierten wählten im Ersten Weltkrieg als Synthese die elektrophile Addition von Schwefelchloriden an Ethen. Anfangs wurden Mischungen aus Dischwefeldichlorid und Schwefeldichlorid verwendet, wobei ein stark mit anderen Thioethern verunreinigtes Produkt entstand, welches man als Reinstoff ansah. Später wurde die Reaktion auch mit den Reinstoffen Dischwefeldichlorid (erste Synthese von S-Lost 1822 durch César-Mansuète Despretz) oder Schwefeldichlorid (1922 von William Jackson Pope eingeführt) ausgeführt.
Je nach Ausgangsstoff wird das Verfahren auch Levinstein-Prozess oder Depretz-Methode genannt. Bei der Reaktion mit Dischwefeldichlorid bildet sich Schwefel als Nebenprodukt, was als Zwischenreaktion von Dischwefeldichlorid zu Schwefeldichlorid angesehen wurde. Bei der Reaktion von reinem Schwefeldichlorid bildet sich ebenfalls Schwefel, da es gewöhnlich in Monochlorid und Schwefel gespalten ist und sich chemisch wie eine Lösung von Chlor in einem Schwefelmonochlorid- und Schwefeldichloridgemisch verhält. Das Rohprodukt (Prochlerit) ist jahrelang lagerfähig und enthält etwa 70 % S-Lost, geringe Mengen von Dithio-, Polythioethern (Levinsteinyperite) und weitere Verunreinigungen. Bei neueren Prozessverfahren entstehen etwa 92 % S-Lost.
Bei der großtechnischen Herstellung benutzte man größtenteils gusseiserne, mit Blei ausgekleidete Behälter mit eingebautem Rührwerk. Man füllte sie mit S2Cl2 und blies durch ein Rohr am Boden unter Rührung Ethen ein. Nach Beendigung der Reaktion ließ man das Dichlordiethylsulfid durch ein Absetzbecken laufen, um den entstandenen Schwefel zu entfernen. Eine weitere Konzentrierung fand nicht statt.
In den USA wurde S-Lost auch durch eine radikalische Addition von Schwefelwasserstoff an Vinylchlorid unter UV-Licht mit organischen Peroxiden als Katalysator hergestellt.
{\displaystyle \mathrm {2\ ClCH=CH_{2}+H_{2}S\longrightarrow S(CH_{2}CH_{2}Cl)_{2}} }

### Modernes Verfahren
Durch die Umsetzung von Natriumhydrogensulfid mit Ethylenoxid entsteht als Zwischenprodukt Thiodiglycol. Dieses wird dann mit Thionylchlorid (SOCl2) in einem weiteren Reaktionsschritt zu Lost chloriert.

## Toxizität
Hauptexpositionswege sind die perkutane oder die inhalatorische Aufnahme von Dämpfen. Lost ist ein starkes Hautgift und erwiesenermaßen krebserregend. Die Wirkung auf die Haut ist vergleichbar mit starken Verbrennungen oder Verätzungen. Es bilden sich große, stark schmerzende Blasen. Die Verletzungen heilen schlecht. Das Gewebe wird nachhaltig zerstört und die Zellteilung gehemmt. Großflächig betroffene Gliedmaßen müssen meistens amputiert werden. Werden die Dämpfe eingeatmet, so werden die Bronchien zerstört.

## Schutzmaßnahmen
Wegen der hohen Hautgängigkeit und des verzögerten Wirkungseintritts kommt dem Schutz der Körperoberfläche besondere Bedeutung zu. Die Aufnahme durch die Haut erfolgt leicht und ohne auffällige Anzeichen wie Nässe- oder Kältegefühl. Das Opfer bemerkt in der Regel die Vergiftung nicht.
Schwefellost kann, sowohl flüssig als auch in der Gasphase, handelsübliche Textilien relativ schnell durchdringen; diese Fähigkeit, verbunden mit der langen Latenzzeit vor Wirkungseintritt, erhöht die von Schwefellost ausgehende Gefährdung stark. Die bei den meisten Streitkräften eingeführten gängigen Schutzmittel – Maske, Schutzhandschuhe, Überschuhe und Schutzanzug – bieten jedoch über einen Zeitraum von derzeit mindestens sechs Stunden sicheren Schutz vor der Einwirkung. Künftig ist z. B. für die Deutsche Bundeswehr ein sicherer Schutz über einen Zeitraum von mindestens 24 Stunden gefordert.
Für die Dekontamination können unter anderem Oxidationsmittel (z. B. Chlorkalk oder Calciumhypochlorit – letzteres im Ersten und Zweiten Weltkrieg in den deutschen Streitkräften unter der Bezeichnung Losantin), alkalische Lösungen und nichtwässrige Medien, z. B. Aminoalkoholate, verwendet werden, da Lost zum einen empfindlich gegenüber Oxidationsmitteln ist und zum anderen die Hydrolyse einmal gelösten Losts sehr schnell verläuft.

## Analytik
Die zuverlässige Bestimmung von Senfgas in Luftproben gelingt durch speziell ausgestattete Massenspektrometer.

## Internationale Kontrollen
S-Lost wird als Chemikalie der Liste 1 im internationalen Abrüstungsvertrages CWÜ von der hierfür zuständigen UN-Behörde OPCW mit Sitz in Den Haag kontrolliert. Die Entwicklung oder der Besitz zu militärischen Zwecken ist verboten. In Deutschland muss jeder zivile Umgang mit S-Lost von dem Bundesamt für Wirtschaft und Ausfuhrkontrolle (BAFA) genehmigt und der OPCW gemeldet werden.